# Denny Fabian
Denny Fabian (bürgerlicher Name Denny Schulze) ist ein deutscher Sänger, Komponist, Musikproduzent und Filmproduzent.

## Leben
Denny Fabian begann 2001 beim Plattenlabel RSC Records, die mit ihm damals die Maxi-CD Komm und tanz mit mir produzierten und veröffentlichten. 2004 baute Fabian ein eigenes Tonstudio und gründete das Plattenlabel Pulsschlag Music . Noch im selben Jahr erschienen mehrere Single-CDs und das Debütalbum Keine Garantie. Nach einem TV-Auftritt in der Das-Erste-Fernsehsendung Immer wieder sonntags im Jahre 2007 und vier veröffentlichten Alben wechselte Fabian 2007 zum Schrittmacher Musikverlag/Warner-Chappell Music. 2009 gründete Fabian den Musikverlag Pulsschlag Publishing.
Denny Fabian produzierte etwa 60 Tonträger und komponierte 300 Titel für Künstler im Bereich Schlager, Pop und Partyschlager. So zeichnet er seit 2013 auch für die Produktionen des Schlagerstars Oliver Frank verantwortlich und produzierte für Andy Andress & Rosanna Rocci die Neuauflage des Hits Felicitá. Außerdem komponierte und textete er den Titel Wer ist dieser DJ der Künstlerin Daniela Dilow, die Denny Fabian 2006 auch entdeckte und  produziert.
Zu seinem 10-jährigen Bühnenjubiläum veröffentlichte Denny Fabian am 28. November 2014 sein Best-Of-Album, für das er 20 seiner größten Erfolge neu produzierte und den neuen Titel "Ungeküsst" schrieb.
Mit seiner Videoproduktionsfirma produziert er außerdem Musikvideos und TV-Clips für Künstler, die auf Rotation bei Goldstar TV oder Gute Laune TV laufen.

## Diskografie

### Alben
- 2005: Keine Garantie
- 2006: Wegen dir
- 2007: Liebesbriefe
- 2007: Mach die Hölle heiß: 180 Grad Remix
- 2011: Elektrisiert
- 2012: Zeitlos
- 2014: Best Of
- 2016: Mitten ins Herz
- 2017: "Perfekt"

### Singles
- 2002: Komm und tanz mit mir
- 2004: Viel zu hoch
- 2005: Such dir einen Andern
- 2005: Wo bist du Mädchen meiner Träume
- 2006: Wann liegen wir uns wieder in den Armen Barbara
- 2006: Das ist kein Liebeslied
- 2009: In meinen Träumen
- 2009: Irgendwann & Irgendwo
- 2010: Zum Horizont
- 2010: Ich zauber dir ein Lächeln ins Gesicht
- 2010: Herz an Herz (Duett mit Daniela Dilow)
- 2011: Ich Liebe Nur Dich
- 2011: Paris
- 2011: Baby, du weißt
- 2012: So wie ein Boot
- 2012: Wehrlos
- 2012: Die Liebe
- 2013: Juliette
- 2013: Träumen
- 2014: Paris Reloaded
- 2014: Tanzen feat. DJ Domic & Annakiya
- 2014: Samstag Nacht
- 2015: Ungeküsst
- 2015: Auf den Straßen von Berlin feat. DJ Domic & Oxana